# Черендей (село)
Черендей (якут. Черендей) — село в Олёкминском районе Республики Саха (Якутия) России. Входит в  Дабанский наслег.
Население составляет 1 чел. (2021).

## География
Село находится в юго-западной части Якутии, в пределах левобережной части долины реки Лены при впадении в нее притока Чёрёндей, в 67 километрах от Олёкминска.
Климат
Климат характеризуется как резко континентальный. Средняя температура воздуха самого тёплого месяца (июля) составляет 18 °C; самого холодного (января) — −30 − −35 °C. Среднегодовое количество атмосферных осадков составляет 200—300 мм.

## История
Согласно Закону Республики Саха (Якутия) от 30 ноября 2004 года N 173-З N 353-III село вошло в образованное муниципальное образование  Дабанский наслег.

## Население
| 2002 | 2010 | 2021 |
| ---- | ---- | ---- |
| 0    | ↗7   | ↘1   |

## Транспорт
Автозимник Олёкминск — Южная Нюя.